# Левитская, Алина Афакоевна
Али́на Афако́евна Леви́тская, девичья фамилия — Цома́ртова (род. 4 августа 1954, Владикавказ) — советский и российский филолог, педагог, кандидат филологических наук (1983), ректор Северо-Кавказского федерального университета с 15 мая 2012 года по 2019 год.
Заслуженный учитель РФ (2006).. Действительный государственный советник Российской Федерации 2 класса (2009).

## Биография
Родилась 4 августа 1954 года во Владикавказе, в осетинской семье плавильщика завода «Электроцинк», Героя Социалистического Труда Афако Кайтикоевича Цомартова.
В 1971 году окончила среднюю школу с золотой медалью и поступила на филологический факультет Северо-Осетинского государственного университета, который окончила с отличием.
В 1983 году окончила очную аспирантуру кафедры общего языкознания филологического факультета Ленинградского государственного университета с защитой диссертации.
С 1981 года работала в Северо-Осетинском университете: ассистентом, старшим преподавателем, доцентом, профессором, а в 1993 году была избрана деканом факультета русской филологии.
В 1997 году назначена заместителем Министра общего и профессионального образования Республики Северная Осетия-Алания по вопросам профессионального образования, а в 2002 году — Министром общего и профессионального образования Республики.
В 2005 году назначена Первым заместителем Министра образования и науки Республики Северная Осетия-Алания по вопросам общеобразовательной школы, воспитательной работы и социальной защиты детства.
В 2006—2010 годах — директор Департамента молодёжной политики, воспитания и социальной защиты детей, директор Департамента государственной политики в сфере воспитания, дополнительного образования и социальной защиты детей Министерства образования и науки Российской Федерации.
В июне 2010 года возглавила Департамент воспитания и социализации детей Министерства образования и науки РФ.
Кандидат филологических наук,  профессор кафедры русского языка факультета филологии, журналистики и межкультурной коммуникации Гуманитарного института СКФУ.
В 2001 году присвоено звание «Заслуженный работник образования Республики Северная Осетия-Алания», в 2006 году присвоено звание «Заслуженный учитель Российской Федерации».
Распоряжением Правительства Российской Федерации № 771-р от 15 мая 2012 г. назначена ректором Северо-Кавказского федерального университета.
Замужем, муж — генерал-майор ФСБ, кандидат исторических наук Владимир Юриевич Левитский; они воспитывают двух дочерей и сына.
В 2013 стала победительницей конкурса „Женщина года Ставрополя-2013“ в номинации „Деловая женщина“.

## Награды
- Заслуженный учитель РФ (2006)[1].
- Действительный государственный советник Российской Федерации 2 класса (2009).
- Заслуженный работник образования Республики Северная Осетия-Алания (2001).